# Deutsche Fechtmeisterschaften 1969
Bei den Deutschen Fechtmeisterschaften 1969 wurden Einzel- und Mannschaftswettbewerbe in den Disziplinen Herrendegen, Herrensäbel und Herrenflorett ausgetragen. Bei den Damen wurde nur Florett gefochten. Die Meisterschaften wurden vom Deutschen Fechter-Bund organisiert.

## Herren

### Florett (Einzel)
| Platz | Sportler        | Verein                |
| ----- | --------------- | --------------------- |
| 1     | Harald Hein     | FC Tauberbischofsheim |
| 2     | Erk Sens-Gorius | Hannover              |
| 3     | Alfred Puff     | TuS Rei Koblenz       |

### Florett (Mannschaft)
| Platz | Verein                | Sportler |
| ----- | --------------------- | -------- |
| 1     | OFC Bonn              |          |
| 2     | FC Tauberbischofsheim |          |
| 3     | FK Köln               |          |

### Degen (Einzel)
| Platz | Sportler      | Verein                |
| ----- | ------------- | --------------------- |
| 1     | Reinhold Behr | FC Tauberbischofsheim |
| 2     | Klaus Schäfer | Fechtclub Offenbach   |
| 3     | Rudi Maier    | TV Waldkirch          |

### Degen (Mannschaft)
| Platz | Verein                | Sportler |
| ----- | --------------------- | -------- |
| 1     | OFC Bonn              |          |
| 2     | DFC Düsseldorf        |          |
| 3     | FC Tauberbischofsheim |          |

### Säbel (Einzel)
| Platz | Sportler        | Verein              |
| ----- | --------------- | ------------------- |
| 1     | Walter Köstner  | FC Berlin-Grunewald |
| 2     | Paul Wischeidt  | TSV Bayer Dormagen  |
| 3     | Volker Duschner | MTV München         |

### Säbel (Mannschaft)
| Platz | Verein         | Sportler |
| ----- | -------------- | -------- |
| 1     | OFC Bonn       |          |
| 2     | SC Rei Koblenz |          |
| 3     | FSG Iserlohn   |          |

## Damen

### Florett (Einzel)
| Platz | Sportler              | Verein                |
| ----- | --------------------- | --------------------- |
| 1     | Karin Rutz-Gießelmann | FC Tauberbischofsheim |
| 2     | Helga Reinhard        | TSG Weinheim          |
| 3     | Ingrid Koch           | Kölner FK             |

### Florett (Mannschaft)
| Platz | Verein            | Sportler |
| ----- | ----------------- | -------- |
| 1     | FK Köln           |          |
| 2     | TV 1860 Frankfurt |          |
| 3     | TSG Weinheim      |          |